# Docteur Jekyll et Mister Hyde (film, 1920)
Pour les articles homonymes, voir Docteur Jekyll et Mister Hyde.
Pour plus de détails, voir Fiche technique et Distribution.
Docteur Jekyll et M. Hyde (Dr. Jekyll and Mr. Hyde) est un film muet réalisé par John S. Robertson, sorti en 1920.
Il s’agit de la quatrième adaptation du roman L'Étrange Cas du docteur Jekyll et de mister Hyde publié par Robert Louis Stevenson.

## Synopsis
Henry Jekyll est un médecin idéaliste et philanthrope. Quand il ne s'occupe pas des pauvres dans sa clinique privée, il se livre à des expériences de laboratoire inédites. Sir George Carew le père de Millicent, sa fiancée chez qui il est invité à dîner le raille en lui disant "Un homme ne peut pas détruire le sauvage qui est en lui en niant ses impulsions La seule façon de se débarrasser d'une tentation est d'y céder…" L'argument trouble Jekyll qui y voit matière à expérience. Il expérimente une potion sur lui-même, une créature méconnaissable prend sa place, il lui donne le nom d'Edward Hyde et informe son serviteur que ce dernier aura libre accès dans sa demeure et son laboratoire. Jekyll commence alors une double vie. Hyde loue une chambre dans les bas-fonds de Londres, il se met en ménage avec une entraineuse de cabaret, (Gina) avant de l'éconduire, fréquente les fumeries d'opiums, les salles de spectacles louches, et les tripots mal famés. Une contre-potion lui permet de restituer son état initial, mais chaque fois qu'il redevient Hyde son côté malsain s'aggrave. 
Millicent Carew est préoccupée par l'absence prolongée de son fiancé, Sir George se rend chez lui mais ne peut que constater son absence, dans la rue il aperçoit un individu (Hyde) frappant et blessant un garçonnet. Manquant de se faire lyncher, Hyde propose au père de le dédommager avec un chèque. Il s'en va, revient avec le chèque et Sir Georges constate alors que celui est signé par Jekyll. Le serviteur de ce dernier confie alors à Sir Georges que Hyde est autorisé à aller et venir dans la demeure de Jekyll.
Dans l'intervalle, Hyde revenu au laboratoire a pris la contre-potion afin de retrouver son état original. Sir Georges demande des explications que Jekyll lui refuse. Sir Georges rétorque que puisqu'il en est ainsi il s'opposera à son mariage avec sa fille. Mais subrepticement Jekyll redevient Hyde. Sir Georges s'enfuit, mais Hyde le rattrape et le bastonne à mort, avant de détruire toutes preuves de ses expériences. Il est de plus en plus difficile à Jekyll de redevenir lui-même, le produit utilisé étant rare et désormais indisponible dans tout Londres. Jekyll reste enfermé dans son laboratoire craignant de redevenir Hyde à tout moment. Millicent va enfin le voir, mais comme elle est sur le point d'entrer dans le laboratoire, il commence à se transformer en Hyde. Jekyll avale un poison contenu dans une bague qu'il a volé à Gina et se suicide. La mort venue, le corps de Hyde redevient celui de Jekyll.

## Fiche technique
- Réalisation : John S. Robertson
- Scénario : Clara Beranger, d'après le roman court L'Étrange Cas du docteur Jekyll et de mister Hyde de Robert Louis Stevenson
- Chef opérateur : Karl Struss, Roy F. Overbaugh
- Directeurs artistiques : Clark Robinson et Wiard Ihnen (non crédités)
- Décors de plateau : Charles O. Seessel et Robert M. Haas
- Production : Adolph Zukor
- Durée : 67 ou 82 minutes
- Date de sortie : 
  - États-Unis :18 mars 1920
  - France : 26 mai 1922
- Muet - noir & blanc - mono

## Distribution
Acteurs crédités
- John Barrymore : Dr Jekyll / M. Hyde
- Charles Lane : Dr Lanyon
- Brandon Hurst : Sir George Carew

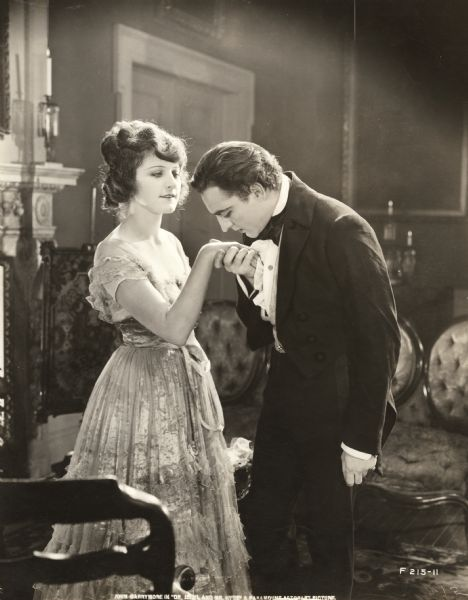
Martha Mansfield et John Barrymore dans une scène du film

- Martha Mansfield : Millicent Carew, fille de Sir George
- J. Malcolm Dunn : John Utterson
- Cecil Clovelly : Edward Enfield
- Nita Naldi : Miss Gina, la chanteuse

Acteurs non crédités
- Alma Aiken : une figurante
- George Stevens : Poole, le majordome de Jekyll
- Edgard Varèse : un policier
- Louis Wolheim : le propriétaire du music-hall

## Musique
En 2015, Baudime Jam a composé une partition originale pour l'accompagnement en direct du film par un orchestre symphonique.

## Autour du film
- Le film ne s'inspire pas directement de la nouvelle de Robert Louis Stevenson publiée en 1886, mais plutôt de son adaptation théâtrale de 1887 mise en scène à Boston par Thomas Russell Sullivan.
- Contrairement à ce qu'ont pu écrire certains, ce fim de John S. Robertson n'est pas la seule adaptation muette du roman de Robert Louis Stevenson qui ait été conservée[1].
- Le film est mentionné et un extrait est montré dans l'épisode 7 de la première saison de Boardwalk Empire.